# Zeche Graf Wittekind
Die Zeche Graf Wittekind ist ein ehemaliges Steinkohlenbergwerk in Syburg. Das Bergwerk baute in den höher gelegenen Teilen des Sybergs, die durch die Zeche Schleifmühle nicht erreicht worden waren, das Flöz Sengsbank ab. Das Bergwerk wurde nach der aktiven Nutzung zu einem Besucherbergwerk umgebaut.

## Bergwerksgeschichte

### Bergrechtliche Formalitäten
Am 13. Januar des Jahres 1858 stellte der Berginvalide Wilhelm Rüttler beim Bergamt einen Schürfantrag. Er legte einen 2½ Lachter tiefen Schürfschacht an. Der Ansatzpunkt des Schürfschachts befand sich 144½ Lachter von der südwestlichen Ecke der Burgruine entfernt. Am 6. April desselben Jahres wurde von demselben Mann die Mutung beim Bergamt eingelegt. Die Mutung wurde unter dem Namen Graf Wittekind auf ein bergfreies Steinkohlenflöz und auf ein 20 Zoll mächtiges Kohleneisensteinflöz eingelegt. Am 26. Mai desselben Jahres wurde der Fundpunkt durch den Markscheider C. Crone vermessen. Am 5. Oktober des Jahres 1860 wurde ein Geviertfeld verliehen. Die Verleihung erfolgte für den Abbau von Steinkohle, die Verleihung des Eisensteinfeldes mit dem Namen Hohen Sieberg Beilehn wurde durch das Bergamt abgelehnt. Grund hierfür war, dass das Eisensteinfeld Hohen Sieberg Beilehn mit Eisensteinfeld Schloß Syburg kollidierte. Dieses Eisensteinfeld war bereits vorher am 28. April des Jahres 1853 an Johann Caspar Harkort verliehenen worden. Aber auch der Abbau der Steinkohle konnte zunächst nicht stattfinden. Grund hierfür war, dass es zu keiner Einigung mit Johann Caspar Harkort kam. Dies führte letztendlich dazu, dass der Besitzer der Berechtsame Wilhelm Rüttler am 28. März des Jahres 1868 von seinen Kuxen 122 Kuxe an den Ziegeleibesitzer Carl Blankenagel zu Höing bei Hagen verkaufte. Sechs der Kuxe behielt Wilhelm Rüttler in seinem Besitz. Am 8. April desselben Jahres wurden die Verhandlungen mit den Gewerken aufgenommen. Im Anschluss an diese Verhandlungen konnte das Bergwerk noch im selben Jahr in Betrieb genommen werden.

### Betrieb
Im Jahr 1868 wurde damit begonnen, in einem ehemaligen Grubenfeld der Zeche Schleiffmühle Stollenbau zu betreiben. Die Betriebsaufnahme der Zeche Graf Wittekind wurde dem Bergamt am 9. April desselben Jahres gemeldet. Für die Förderung wurde ein alter Stollen ausgeräumt. Außerdem wurde eine Abbaustrecke, die sich nordöstlich an den Förderstollen anschloss, ausgeräumt und teilweise neu aufgefahren. Am Ende dieser Abbaustrecke befand sich ein Bremsberg, der früher von der Zeche Schleiffmühle zur Förderung genutzt worden war. Damit der Bremsberg erneut für die Förderung genutzt werden konnte, wurden auch die Feinkohlen auf dem Liegenden entfernt. Außerdem wurde dieser Grubenbau auch ausgeräumt und 0,5 Meter höher gebrochen. Die anfallenden Bergebrocken wurden im Bremsberg als Trockenmauer verbaut, dadurch erhielt der Bremsberg eine bessere Standfestigkeit. Der gesamte Bremsberg wurde mit einem Rechteckausbau versehen. Aufgrund der Breite des Bremsberges wurde jede Kappe mit drei Stempeln unterstützt. Durch die Abmessungen war es möglich, den Bremsberg mit einer doppeltrummigen Förderung auszurüsten. Die Förderung erfolgte im Förderstollen mittels auf Schienen bewegten Förderwagen. In den Jahren 1869 und 1870 wurde das Bergwerk in Fristen gesetzt.
Aufgrund von  Problemen mit dem Grundstückseigentümer konnte der eigentliche Abbau bis Mitte des Jahres 1871 nicht stattfinden. Dies führte dazu, dass der Eigentümer des Bergwerks Carl Blankenagel 114 seiner Kuxe verkaufte. Je 57 Kuxe erwarben Friedrich Dittmar zu Annen und der Brauereibesitzer Carl Dellmann Königs-Steele. Aufgrund dieses Verkaufs waren ab diesem Zeitpunkt vier Gewerken im Besitz der Berechtsame. Nachdem die Grundstücksverhandlung am 30. Juni des Jahres 1871 ergebnislos verlaufen waren, beantragten die vier Gewerken eine weitere Verhandlung beim zuständigen Bergmeister. In dieser Verhandlung kam es dann zu einer Einigung und der Abbau konnte beginnen. Im Sommer des Jahres 1871 wurde das Bergwerk wieder in Betrieb genommen. Im Pfeilerbruchbau wurde in Richtung der Stollenmundlöcher Graf Wittekind Nr. 1, 2 und 3 abgebaut. Im selben Jahr wurde ein Schacht abgeteuft.
Im Jahr 1873 waren insgesamt fünf Stollen vorhanden. Im Jahr 1878 wurde das Bergwerk erneut in Fristen gesetzt. Bereits vor dem Jahr 1900 wurde die Zeche Graf Wittekind wegen Unwirtschaftlichkeit stillgelegt. Während der französischen Besetzung im Jahr 1924 wurde im Stollen 4 ungenehmigter Bergbau betrieben. Beim Bau der Hengsteystraße in der Zeit von 1928 bis 1929 wurde ein Teil des Kohlenflözes freigelegt. Die freigelegten Kohlen wurde zum Heizen der Dampfbagger verwendet. In den Jahren 1940 bis 1945 wurde der Stollen 4 als Luftschutzstollen genutzt. Von 1945 bis 1948 wurde im Stollen 4 vermutlich ungenehmigter Bergbau betrieben. Bis zum Jahr 1977 waren die Stollenanlagen noch für jedermann frei zugänglich. Im Jahr 1977 wurden die Stollenmundlöcher des Förderstollens und des Stollens Nr. 4 aus Haftungsgründen von der Stadt Dortmund zugeschüttet.

### Die Stollenanlage

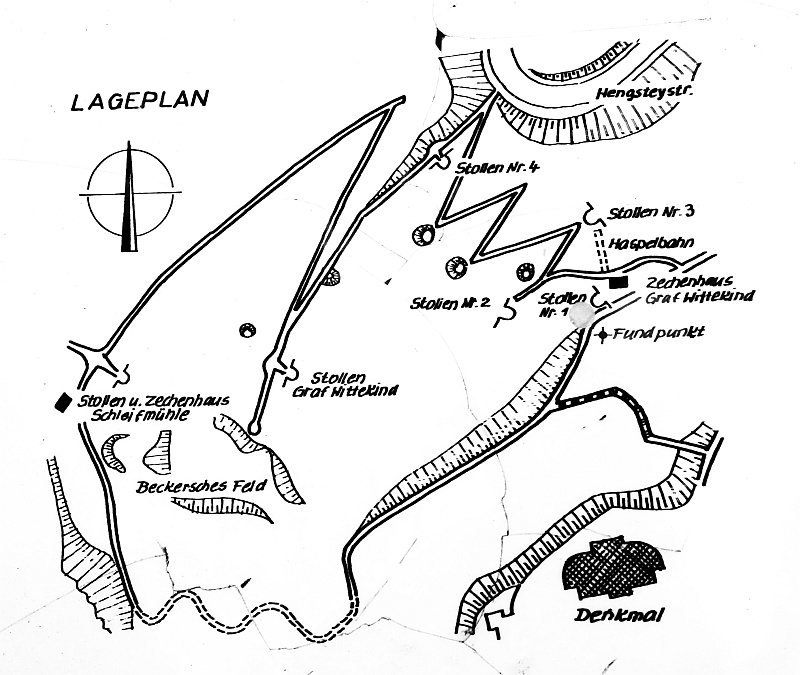
Lageplan der Zeche

Die Stollenanlage bestand aus mehreren Stollen. Der Stollen 2 wurde zwischen 1858 und 1873 aufgefahren. Der Stollen 3 wurde 1858 aufgefahren, er wurde bis 1878 zur Förderung der oberhalb liegenden Kohle genutzt. Direkt neben dem Stollenmundloch befand sich eine Haspelbahn, auf dieser Bahn wurde die Kohle bis zum oberhalb gelegenen Zechenhaus gezogen. Der Stollen 4 wurde im Jahr 1858 angelegt, er diente bis 1878 zur Förderung der oberhalb liegenden Kohlevorräte. Der Stollen wurde querschlägig aufgefahren und war bis zum Stollenmundloch mit einer Wasserseige versehen, die mit halbschalenförmigem Holz ausgekleidet war. Die Wasserseige war, vom Stollenmundloch ausgehend, leicht ansteigend ausgeführt, um den Ablauf der Grubenwässer zu ermöglichen. Im Stollen 4 wurde auch die Kohle, die im Stollen 3 abgebaut wurde, abgefördert. Hierzu wurde die Kohle zunächst über einen untertägigen Förderberg vom Stollen 3 zum Stollen 4 transportiert und dann nach über Tage gefördert. Das Stollenmundloch befindet sich auf dem Syberg in der Nähe des heutigen Kaiser-Wilhelm-Denkmals. Der unterste Stollen der Zeche Graf Wittekind ist der Förderstollen, er wurde bis 1878 zur Förderung der Kohle aus den oberhalb liegenden Vorräten genutzt. Vermutlich wurde der Stollen bereits durch die Zeche Schleiffmühle aufgefahren und genutzt.

### Förderung und Belegschaft
Die ersten Förderzahlen des Bergwerks stammen aus dem Jahr 1868, in diesem Jahr wurden 55 Tonnen Steinkohle gefördert. Die ersten Belegschaftszahlen sind für das Jahr 1871 benannt, in diesem Jahr wurden mit zehn Bergleuten 1287 preußische Tonnen Steinkohle gefördert. Im darauffolgenden Jahr wurden mit fünf Bergleuten 540 Tonnen Steinkohle gefördert. Die maximale Förderung der Zeche wurde im Jahr 1873 mit vier Bergleuten erbracht, es wurden 609 Tonnen Steinkohle gefördert. Im Jahr 1875 sank die Förderung auf 310 Tonnen, diese Förderung wurde von zwei Bergleuten erbracht. Die letzten bekannten Förder- und Belegschaftszahlen des Bergwerks stammen aus dem Jahr 1876, in diesem Jahr wurden mit zwei Bergleuten 72 Tonnen Steinkohle gefördert.

## Vorbereitung für die Nachnutzung
Um die Stollenanlagen wieder für die Besichtigung freizugeben, mussten eine Vielzahl von Arbeiten getätigt werden. Am 17. November des Jahres 1986 wurde der Stollen Nr. 4 probeweise geöffnet. Hierfür wurde manuell am festen Hang ein kleiner Schacht gegraben. Aufgrund der nachfolgenden Erkundung der Stollenanlagen ergab sich die Denkmalwürdigkeit der Stollenanlage. Ab dem Jahr 1987 wurden drei Stollen und weitere Grubenbaue freigelegt und wieder aufgewältigt. Ab dem 19. August des Jahres 1989 wurde auch der Förderstollen ausgegraben. Das Mundloch des Förderstollens wurde mit einem gemauerten Eingang und einem Gittertor versehen. Um die Stollenanlagen weiter nutzbar zu machen, mussten mehrere Tonnen Bergematerial manuell verladen, mit Schubkarren aus dem Grubengebäude transportiert und auf der Stollenhalde abgeladen werden. Auch mussten einige Grubenbaue erweitert und das Hangende berissen werden. Bei fast allen Grubenbauen musste der hölzerne Ausbau, der sich aufgrund von Fäulnis und Pilzbefall in einem sehr schlechten Zustand befand, erneuert werden. Damit der bruchgefährdete Übergang vom hohen zum niedrigen Teil des Förderberges stabilisiert werden konnte, wurde in diesem Bereich ein Bergekasten gestellt. Nachdem diese Arbeiten bis zum Jahr 1997 fertiggestellt worden waren, konnte die Stollenanlage für Besucher zugelassen werden.

## Heutiger Zustand
Im Jahr 1997 wurde das Besucherbergwerk Graf Wittekind in Betrieb genommen. Außerdem ist von der Zeche Graf Wittekind noch eine Pinge vorhanden. Die Pinge befindet sich auf dem Syberg in Syburg an der Hohensyburgstraße, in der Nähe des Kaiser-Wilhelm-Denkmals. Die Pinge ist die Station 19 auf dem Bergbaurundweg.

## Bildergalerie

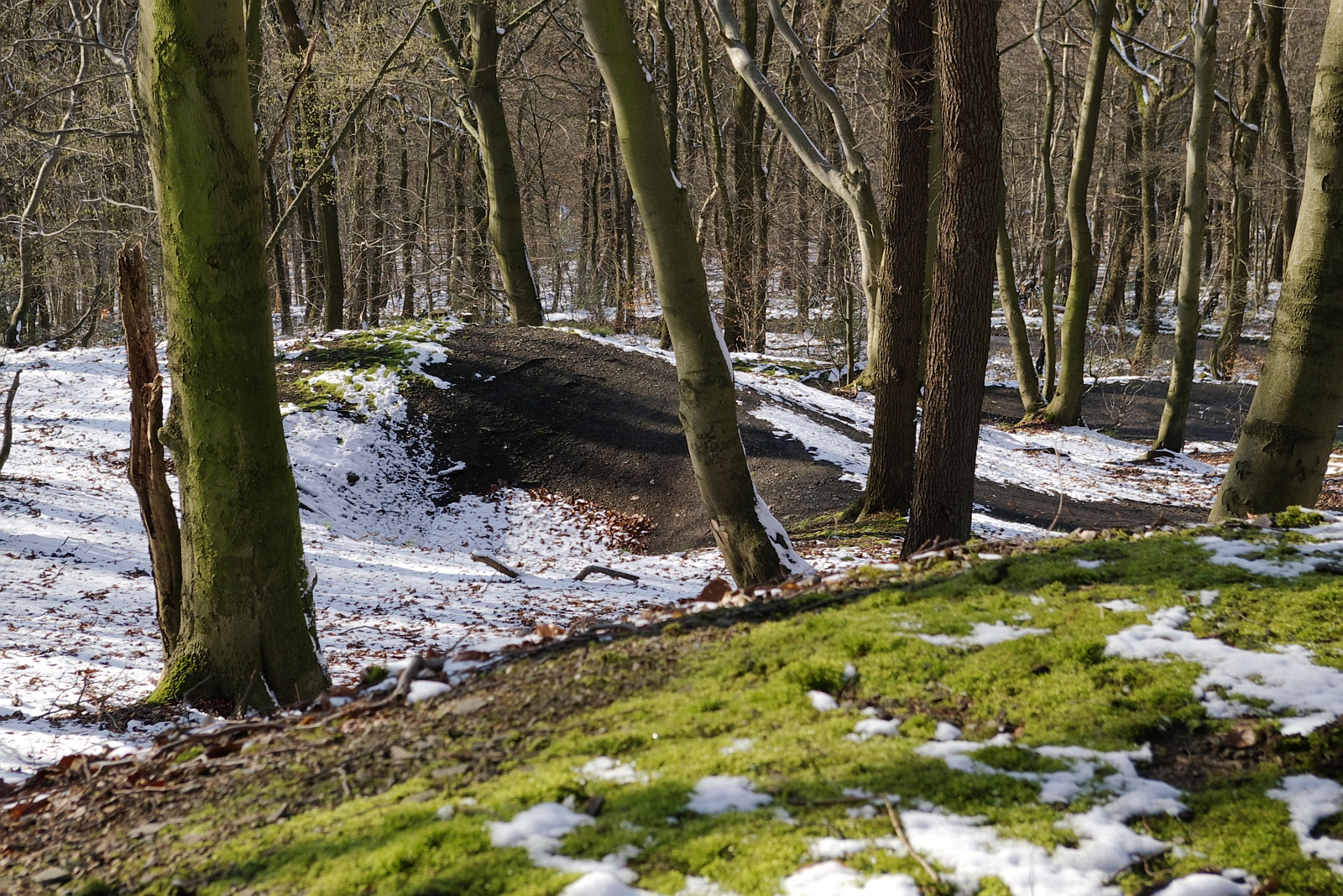
Pinge
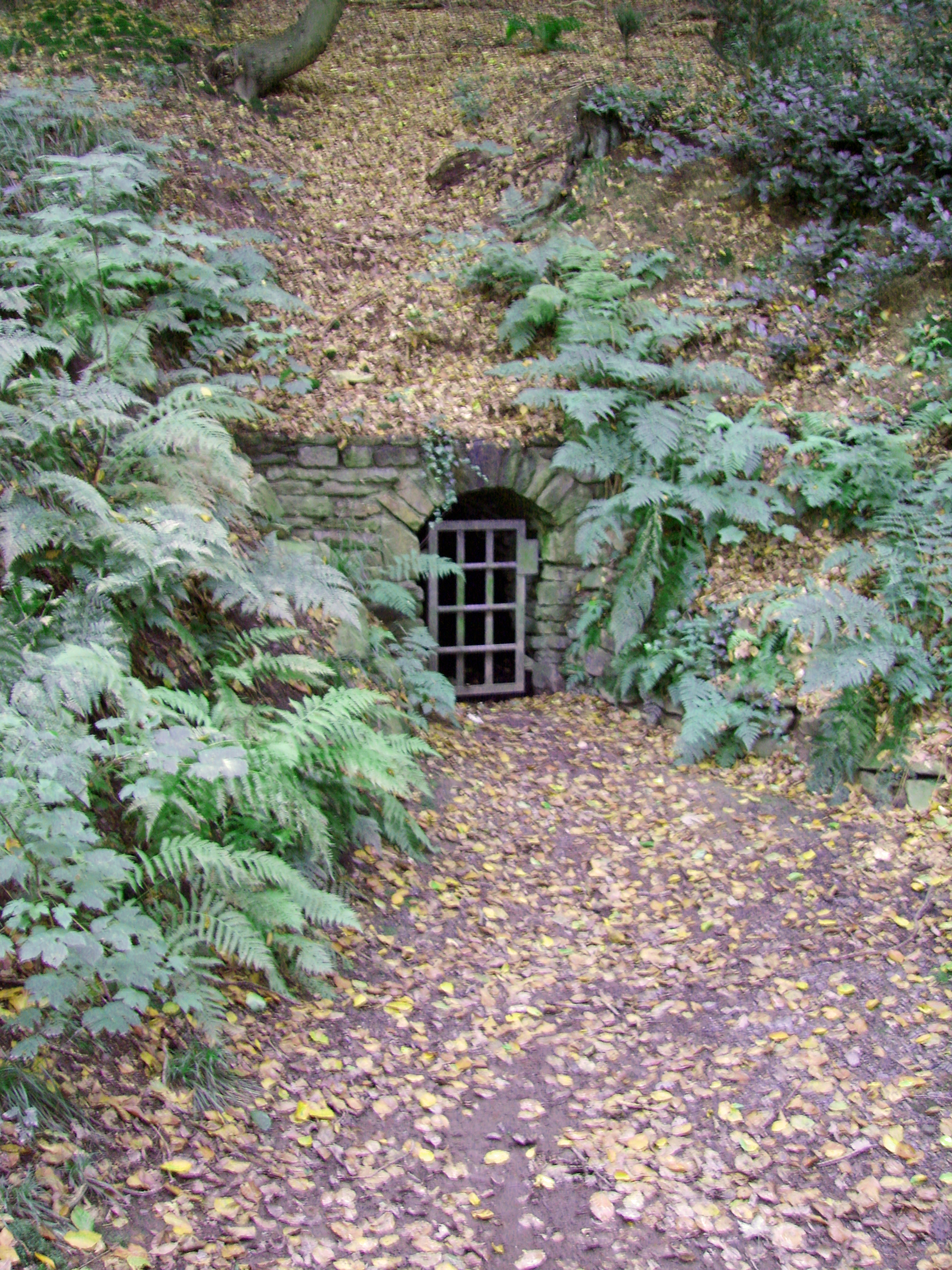
Mundloch Stollen 1
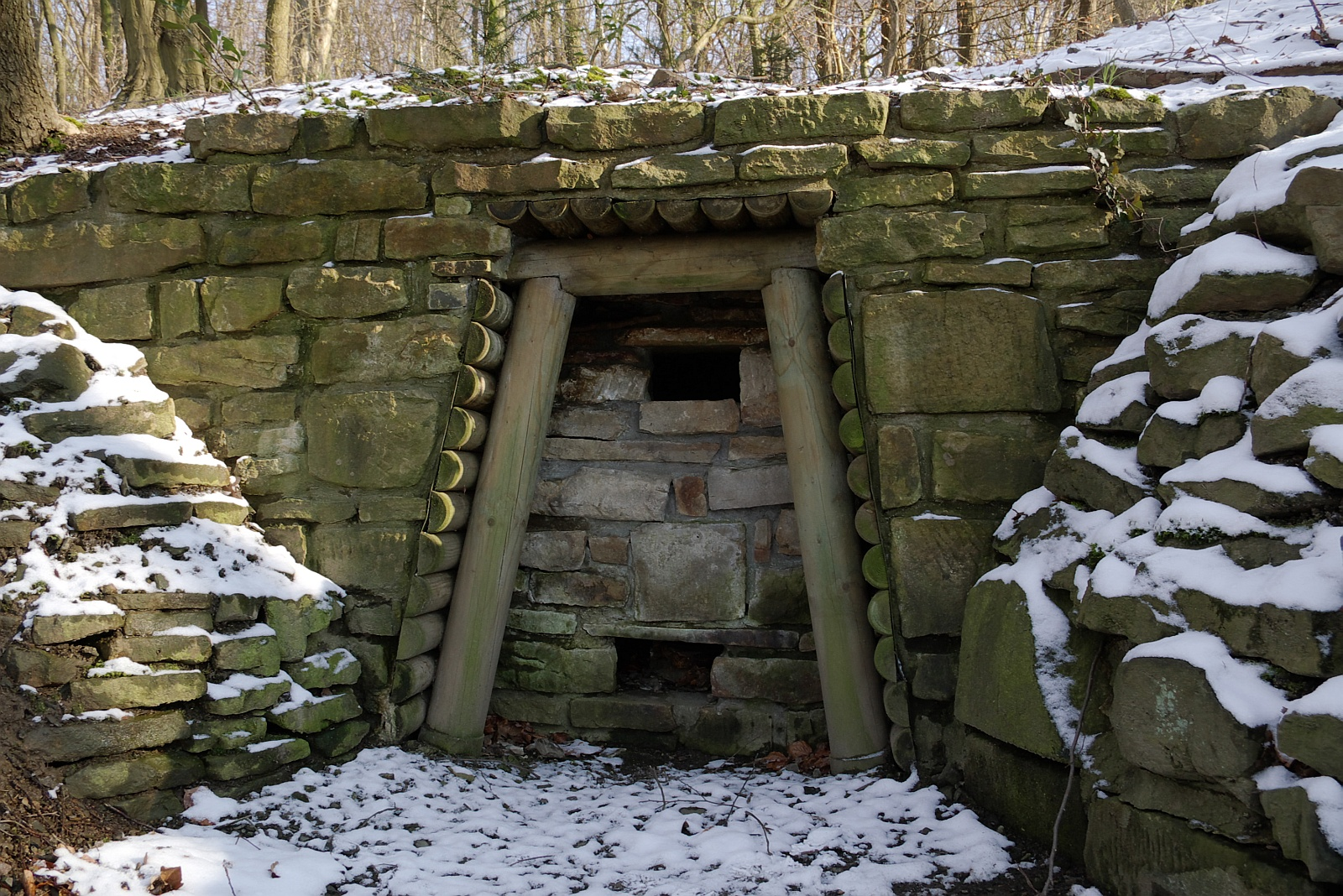
Mundloch Stollen 2
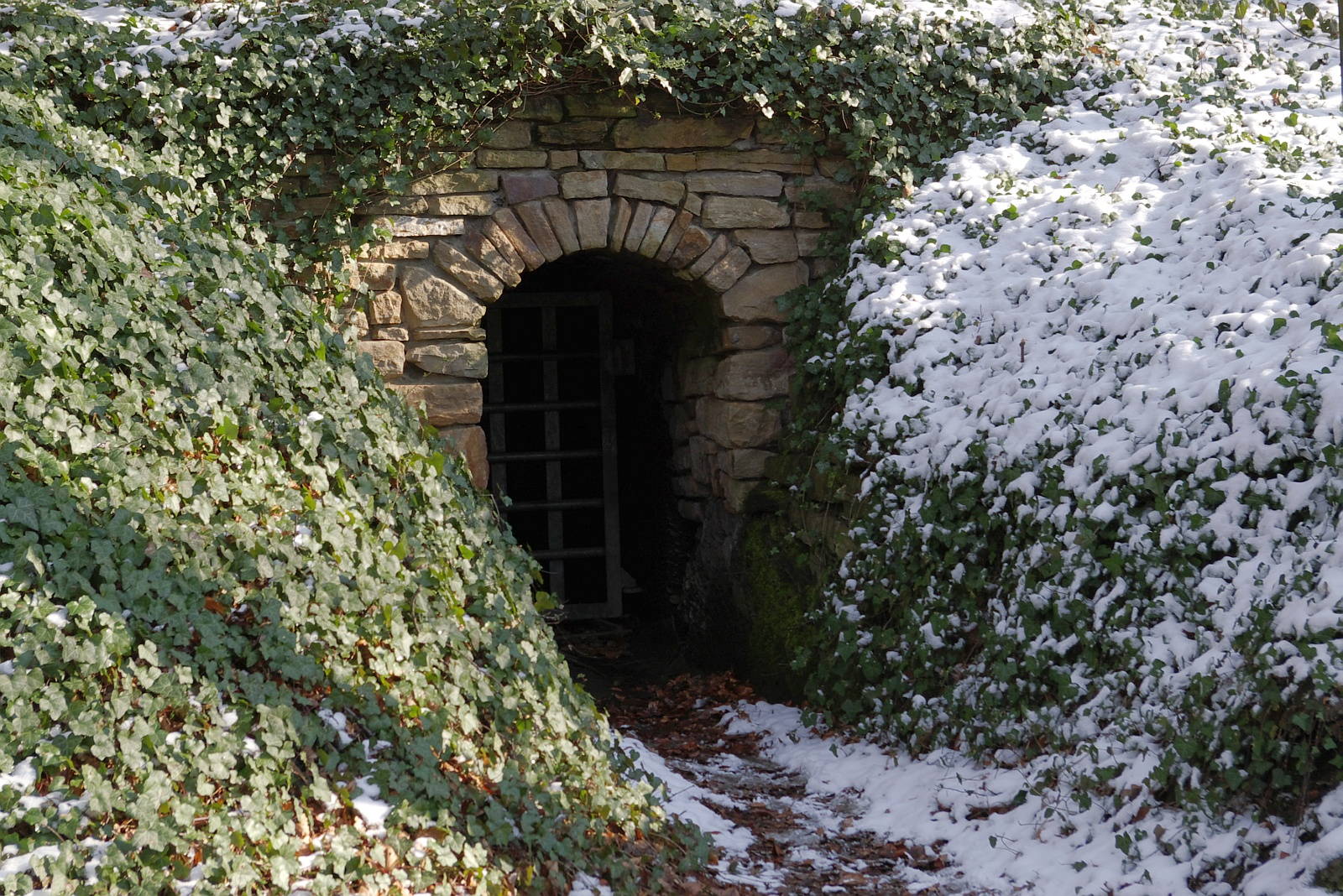
Mundloch Stollen 4